# Mutinska vojna
Mutinska vojna (december 44 – april 43 pr. n. št.; je bila državljanska vojna med Rimskim senatom in Markom Antonijem v severni Italiji. Bila je prva državljanska vojna po atentatu na Julija Cezarja. Glavno vprašanje vojne so bili poskusi senata, da bi se uprl Antonijevemu nasilnemu prevzemu strateško pomembnih provinc Transalpske in Cisalpske Galije od njunih guvernerjev. Senat, ki sta ga vodila Cicero in konzula (Aulus Hirtius in Gaius Vibius Pansa]]), je poskušal pridobiti dediča Julija Cezarja (danes v tem obdobju znanega kot Oktavijan), da bi se boril proti Antoniju. Oktavijan pa je zasledoval lastne cilje.
Konzula sta z Oktavijanom vodila čete v severno Italijo proti Antoniju in zmagala v dveh bitkah pri Forum Gallorumu in Mutini]] (14. in 21. april 43 pr. n. št.). Ko sta bila oba konzula smrtno ranjena v teh bitkah, je nastal politični vakuum. Oktavijan – s podporo svojih mož – je od senata zahteval konzulstvo in odkorakal na Rim. Po prevzemu nadzora nad mestom sta bila Oktavijan in eden od njegovih sorodnikov, Quintus Pedius (konzul), nezakonito izvoljena za konzula. Izsilila sta zakonodajo, ki je imela za posledico prepoved ubijalcev (liberatores, oz. osvoboditelji ali republikanci) Julija Cezarja, preden sta začela pogajanja z Antonijem. Pogajanja so privedla do sprave med obema možema. Z Lepidus sta nato ustanovila drugi triumvirat.

## Ozadje
Skupina senatorjev, ki so se imenovali liberatores in jih je vodil Marcus Junius Brutus, je 15. marca 44 pr. n. št. na seji senata umorila Julija Cezarja. Med zarotniki je bilo veliko aristokratov, ki so podpirali Cezarja med zadnjo državljansko vojno. Morilce je v veliki meri gnalo prepričanje, da Cezarjeva trajna diktatura spodkopava republiko.
Takoj po Cezarjevi smrti je v Rimu nastalo nelagodno premirje. Liberatores in cezarjevci v vladi – ki so jih vodili konzul Mark Antonij, magister equitum Mark Emilij Lepid in konzul-designat Aulus Hirtius – so dosegli dogovor o ponudbi amnestije za Cezarjevo smrt in ratifikaciji acta mrtvega diktatorja. Načrtovan je bil tudi javni pogreb; med pogrebom in po njem je Antonij mestni plebs spravil v histerično žalovanje za Cezarjem, kar je imelo tudi želeni učinek preusmeritve javnega mnenja proti tiranomorcem.
Sredi aprila je javno mnenje prisililo Marka Junija Bruta in Gaja Kasija Longina, glavna tiranomorca in oba pretorja tistega leta, da sta pobegnila iz Rima. Antonij si je zagotovil številne zaveznike. Uredil je Lepidusovo nezakonito imenovanje za pontifex maximus in z njim sklenil zakonsko zvezo. Podprl je tudi prevzem položaja nadomestnega konzula s strani Publija Kornelija Dolabele (konzul 44 pr. n. št.) in mu dodelil provinco Sirijo. Prav tako aprila je Cezarjev mladi dedič Oktavijan prispel v Rim iz Ilirika; v Italiji se je zadrževal in si pridobival podporo med Cezarjevimi veterani, preden je maja sprejel svojo dediščino.
Oktavijanov prihod je Antonij sprejel sovražno. Napetost med njima se je hitro razvila. Oktavijan je zahteval, da Antonij izplača Cezarjevo dediščino, da bi lahko izpolnil pogoje Cezarjeve oporoke, ki je vključevala razdelitev 300 sestercev na moškega plebsu; Antonij je odlašal, verjetno z utemeljitvijo, da je potreben čas za ločitev Cezarjevega osebnega premoženja od premoženja, ki je pripadalo državi. Oktavijan je prodal svoje premoženje, da bi zbral denar in izpolnil pogoje, s čimer si je pridobil precejšnjo priljubljenost med plebsom. Elizabeth Rawson v knjigi Cambridge Ancient History pojasnjuje:

Politiko akterjev v teh dogodkih je težko oceniti. Antonija so videli kot resničnega zmerneža, ki je nameraval ostati pri kompromisu "Liberalia", vendar je bil prisiljen v skrajne in nasilne ukrepe, bodisi zato, ker je mladi Cezar [Oktavijan]... hitro grozil, da bo ukradel podporo tistih, ki so bili najbolj zvesti Cezarju, vključno s plebsom (morda predvsem resnično revnimi) in v veliki meri veterani; ali zato, ker, čeprav je bil Brut iskren v želji, da bi Cezarjevi acta ostali, so bili mnogi republikanci, vključno s Ciceronom, ogorčeni ob pogledu na cezarjevske privržence, ki so uživali premoženje Pompejancev in – zelo kratkovidno – željni, da bi se vrnili k dogovoru.

Antonij je nato potoval po Italiji, navidezno, da bi naselil veterane, v resnici pa, da bi si pridobil vojaško podporo; hkrati sta Oktavijan in Brut sponzorirala igre, da bi si pridobila podporo v mestih za svoje cilje. 2. junija 44 pr. n. št. je Antonij izsilil nezakonit zakon o prerazporeditvi provinc. Zakon je bil "trojno nepravilen, ker ni bil dies comitialis, ni bilo dano ustrezno obvestilo in je bilo uporabljeno nasilje". Po Apijanu so bili plebejski tribuni podkupljeni, da ne bi uveljavljali svojih vetov. Antonija je premestil iz njegove predvidene province Makedonije v Trans- in Cisalpsko Galijo za obdobje petih let. Utrdil je Dolabelov položaj v Siriji prav tako za pet let. Nato je Bruta in Kasija prezrl tako, da jima je dodelil nalogo nakupovanja žita v Aziji in Siciliji.

## Potek vojne

### Politični razvoj
Od septembra 44 pr. n. št. je Cicero začel izrekati vrsto govorov proti Antoniju, imenovanih Filipike (v čast Demostenovim obsodbam Filipa II. Makedonskega). Celotna izmenjava se je očitno pojavila zaradi Antonijeve jeze nad Cicerovim neudeležbo na seji senata, na kateri so glasovali o počastitvah Cezarja; potem ko je Antonij ostro napadel Cicerona, je ta odgovoril s Prvo Filipiko, kritizirajoč Antonija "z relativno zmernostjo"; to je izzvalo nadaljnji Antonijev odgovor, kar je Cicerona prisililo, da se je umaknil iz mesta v svojo vilo v Kampaniji. Približno ob istem času je Antonij začel tudi ostro napadati osvoboditelje, obtožujoč jih očetomora in izdaje. Konec leta je Antonij predsedoval dodelitvi pretorskih provinc, postavil je svojega brata Gaja Antonija v strateško pomembno Makedonijo. Bruta in Kasija so dodelili v provinco Kreto Kireno, vendar se je Brut s podporo takratnega guvernerja Makedonije premaknil, da bi zavzel provinco pred prihodom Gaja Antonija.
Antonijevi poskusi, da bi zagovarjal Cezarjev spomin, so bili redno prekašani s strani Oktavijana. Čez poletje je izgubil tudi podporo med cezarjevskimi nekdanjimi konzuli v senatu. Do novembra 44 pr. n. št. so se širile govorice, da Oktavijan načrtuje Antonijev umor; Antonij je zapustil mesto z vojsko, da bi zasedel Cisalpsko Galijo od njenega guvernerja – Decima Junija Bruta Albina, enega od tiranicidov – s silo; in Oktavijan je v južni Italiji zbral zasebno vojsko iz sil, ki jih je Antonij prenesel iz Makedonije. Oktavijan in Cicero sta do konca leta sklenila zavezništvo: Oktavijanova zasebna vojska bi bila potrebna za boj proti Antoniju; Oktavijan je potreboval Cicerona, da ga podpre v senatu.
20. decembra je v Rim prispela depeša Decima Bruta, ki je napovedal svoj namen braniti svojo provinco pred Antonijem in da ga je Antonij oblegal v Mutini (današnja Modena). Cicero je izkoristil priložnost, da je izrekel Tretjo filipiko proti Antoniju, predstavljajoč Antonija kot nacionalnega sovražnika in hvaleč Oktavijana in Decima za njuna prizadevanja, da bi mu nasprotovala; nato je predlagal in od senata prejel ratifikacijo Decimovega položaja v Cisalpski Galiji, javno zahvalo Oktavijanu za njegovo zasebno vojsko in nasprotovanje Antoniju ter razveljavitev Antonijevih provincialnih dodelitev. Cicero ni mogel zagotoviti Antonijeve razglasitve za javnega sovražnika, vendar je kljub temu razglasil, da je "položil temelje za res publica".
Nekaj dni kasneje, 1. januarja, sta bila inavgurirana nova konzula: Gaj Vibij Pansa Cetronijan in Avlij Hircij (Aulus Hirtius). Pansa je takoj začel razpravo v senatu. Oktavijanovo takratno zasebno poveljstvo je bilo legitimirano z imperium pro praetore; bil je tudi sprejet v senat s konzularnim statusom in mu je bila podeljena pravica, da kandidira za konzulstvo desetletje prej. Decimu Brutu se je senat tudi uradno zahvalil, ker se je uprl Antoniju in ni zapustil svoje province. Cicero je zahteval senatus consultum ultimum proti Antoniju, vendar je bil predlog zavrnjen. Poleg Cicerona je bil tudi vplivni pro-antonijevski konzul Kvint Fufij Kalen; tesen Antonijev prijatelj, je skozi začetek leta poskušal čim dlje spodbujati mir z Antonijem. Na Kalenovo spodbudo je senat glasoval za pošiljanje veleposlaništva Antoniju, ki so ga sestavljali nekdanji konzuli Servij Sulpicij Ruf, Lucij Marcij Filip (konzul 56 pr. n. št.) (Oktavijanov očim) in Lucij Kalpurnij Pizon Cezonin (konzul 58 pr. n. št.). Cicero je imel še en govor, Sedmo filipiko, katera je verjetno spremenila nekaj mnenj, saj so kmalu zatem začeli z nabori; konzul Hirtius je bil izvoljen za poveljnika republiških sil..
Veleposlaništvo se je vrnilo 1. februarja 43 pr. n. št. Antonijevi protipredlogi so bili zavrnjeni. Na tej točki je Lucij Julij Cezar (konzul 64 pr. n. št.) predlagal razglasitev tumultus, da bi formaliziral nabavo vojakov. To je bilo sprejeto mimo Ciceronovega predloga za razglasitev, ki je ugotavljala stanje vojne. Proti Antoniju je bil morda razglašen senatus consultum ultimum (kot poroča Kasij Dion). Ne glede na to so republiške vojske korakale proti severu, da bi rešile Decima Bruta iz obleganja pri Mutini. 20. marca so bili zavrnjeni pozivi Lepida (v Narbonensisu) in Planka (v Transalpski Galiji), naj se izognejo vojni: Cicero je v Trinajsti Filipiki napadel Antonija kot razbojnika in senat opozoril na nevarnosti Antonijeve zmage. Senat je tudi pozval Planka, naj se pridruži reševalnim vojskam pri Mutini, vendar je ta okleval in krivil svoje čete.

### Bitke
Severni pohod Hirtijevih in Pansovih vojsk je bil vrhunec krize. Cicero je 30. marca 43 pr. n. št. pisal Luciju Munatiju Planku, da pričakuje, da se bo "vsa usoda republike" odločila v eni sami bitki, ki se bo kmalu zgodila. Neuspešen poskus Kalena in Pisona, da bi ponovno poslala mirovne odposlance, je propadel, potem ko je Cicero, ki je bil imenovan za odposlanca, zavrnil pogajanja z Antonijem. Pansa je zapustil mesto na čelu štirih legij rekrutov, mesto pa je prepustil poveljstvu Marka Cecilija Kornuta in eni legiji.

#### Forum Gallorum (14. april)
Ko je slišal za Pansov pristop, je Antonij poslal dve legiji stran od obleganja Mutine, da bi zasedli konzularno vojsko, vendar sta Hirtij in Oktavijan to predvidela in poslala Marsovo legijo in pretorijsko kohorto v Pansovo pomoč, kar je sprožilo dve bitki blizu Foruma Gallorum 14. aprila. Antonijevi veterani so kljub temu prevladali in povzročili hude žrtve okrepitvam, medtem ko se je Pansa, ki je bil smrtno ranjen v bojih, umaknil s svojimi rekruti v Bononio. Na povratku pa so Antonijeve utrujene čete prestregle in razbile dvaindvajset kohort veteranov pod Hirtijem. Oktavijan je medtem bil zadolžen za obrambo vojaškega tabora in to je storil odločno. Potem so Hirtija, Panso in Oktavijana njihove čete pozdravile kot imperatorje.
Novica o Pansovem porazu je najprej dosegla Rim, kar je sprožilo strahove, da Cicero načrtuje državni udar. Ko je 20. aprila prispela novica o Hirtijevi zmagi, so Cicerona paradirali iz njegove hiše na Kapitol in senat je glasoval za supplicationes za petdeset dni. Cicero je nato zahteval in prejel od senata časti za oba konzula, Oktavijana in njune vojake.

#### Mutina (21. april)
Sedem dni po Forumu Gallorum, 21. aprila, so se Hirtij, Oktavijan in Decim Brut borili proti Antonijevi vojski blizu Mutine. Decim je morda izstopil iz mesta, da bi pomagal konzularni vojski. Hirtijevi in Oktavijanovi vojski sta uspešno zavzeli Antonijev tabor; Hirtij pa je bil ubit v hudih bojih. Antonij, poražen, se je umaknil v poskusu, da bi se pridružil Lepidu v Narbonensisu.

## Politična preureditev

### Po smrti konzulov
Ko je novica o zmagah pri Forumu Gallorum in Mutini dosegla Rim, je bil sprejet odlok, ki je Antonija razglasil za javnega sovražnika (hostis). Novica o smrti obeh konzulov je dosegla Rim, verjetno 25. aprila, kar je povzročilo vakuum moči na vrhu vlade. Senat, zavedajoč se, da bi kampanja še vedno lahko bila izgubljena, če bi se Antonij pridružil Lepidu in Planku na drugi strani Alp, je bil vznemirjen, ko je prispela novica, da je Oktavijan z neaktivnostjo Antoniju omogočil, da se pridruži trem legijam okrepitev. Nadaljnje težave so se pojavile, ko je Decimus – zdaj izvoljen za vrhovnega poveljnika vojne – poročal, da nima nadzora nad svojo vojsko in da Oktavijan noče slediti ukazom. Pomanjkanje živih konzulov in potreba po izvedbi volitev za nadomestno konzulstvo sta povzročila politično paralizo sredi republikanskih vojnih prizadevanj, kar je obsodilo Ciceronove vojne načrte. Njegova koalicija s Hirtijem in Panso, ki je uspešno pomirila zmerne Cezarjeve privržence in liberatores, je razpadla v političnih spopadih.
Antonijeva vojska se je pridružila Lepidovi vojski kmalu potem, ko je Decimus ni mogel prestreči. 30. maja je Lepid poslal pismo, v katerem je trdil, da se je njegova vojska uprla njegovemu poveljstvu in se pridružila Antonijevim silam; pozval je senat k sklenitvi miru. Decimus Brutus v Galiji je 3. junija v pismu Ciceronu priporočil, naj se legije iz Afrike in Sardinije pokličejo nazaj v Italijo skupaj s silami Marka Bruta v Makedoniji. Oktavijanova zvestoba senatu je bila prav tako resno vprašljiva; Apijan poroča, da je po Mutini vzpostavil stike z Antonijem in Lepidom, da bi se jim pridružil pri zatiranju "Pompejancev". Oktavijan, očitno slišeč govorice, da ga Ciceron namerava odriniti, je prav tako zavrnil pošiljanje Panseve nekdanje legije Decimu Brutu.
Legije pod Oktavijanom so nato v začetku junija izjavile, da nočejo služiti pod Decimom Brutom. To je presenetilo vse v Rimu. Medtem ko so se Plancusove sile pridružile Decimusovim silam v Galiji proti združenim vojskam Antonija in Lepida, sta bili vojski v pat poziciji: Plancus je 28. julija pisal Ciceronu – v zadnjem ohranjenem pismu – da bo napadel, če ga bodo okrepile Oktavijanove sile ali legije iz Afrike. Skrb vzbujajoče je tudi poročal, da Oktavijan noče priti na pomoč.

### Pohod na Rim
Senat, ki ni zaupal Oktavijanu, je poskušal podkupiti njegove čete. To ni uspelo. Oktavijan je nato dvignil svojo vojsko proti senatu v Rimu. Medtem, ko ga je senat poskušal pomiriti tako, da mu je dal poveljstvo nad vojno proti Antoniju in mu podelil več časti, tudi to ni uspelo. Oktavijanovi vojaki so zanj zahtevali konzulstvo. Ko je senat zavrnil, je odkorakal na Rim. Cornutus, ki je poveljeval nekaterim legijam iz Afrike in eni legiji rekrutov, je poskušal postaviti odpor proti Oktavijanovim silam. Senat je sprejel senatus consultum ultimum proti Oktavijanu, toda ko so prispele Oktavijanove sile, je garnizija v Rimu preprosto prebegnila. Cornutus je storil samomor in Oktavijan se je utaboril zunaj mesta. Senat, prestrašen zaradi njegovih sil, mu je končno ponudil konzulstvo in deset tisoč sestercev vsakemu njegovemu možu.
Ker interrex ni mogel biti imenovan, če so bili prisotni patricijski magistrati, sta bila dva moška nepravilno imenovana pro consulibus za izvedbo konzularnih volitev. Na naslednjih volitvah sta bila izvoljena Oktavijan (star 19 let) in eden od njegovih sorodnikov, Quintus Pedius (consul); funkcijo sta prevzela 19. Sextilis (kasneje preimenovan v avgust) 43 pr. n. št. Oktavijan je dal potrditi svojo posvojitev s strani Cezarja; Pedius je sprejel zakonodajo (lex Pedia), ki je ustanovila sodišče za sojenje Cezarjevim morilcem. Po enodnevnem sojenju so bili liberatores kot celota obsojeni in izobčeni v odsotnosti. Nato so preklicali razglasitev Lepida in Antonija za javna sovražnika.
Pod Lepidovim okriljem sta se Oktavijan in Antonij srečala v Bononiji, da bi dosegla kompromis. Vsi trije so se nato dogovorili, da bodo ustanovili komisijo treh mož z močmi rei publicae constituendae; Oktavijan in Antonij bi šla v vojno proti Cezarjevim morilcem. To komisijo, danes znano kot drugi triumvirat, bi ratificiral lex Titia. Zavezništvo bi bilo še bolj utrjeno z Oktavijanovo poroko z Antonijevo pastorko. V enem letu so triumviri začeli vrsto proskripcij, kjer so bili bogati in politični sovražniki označeni za smrt: med njimi sta bila Decimus Brutus in Cicero. Decimus Brutus je bil usmrčen v Galiji med poskusom pobega k Marku Brutu v Makedonijo. Cicero je bil usmrčen v svoji vili v Caieti 7. decembra.

## Kulturne upodobitve
Vojna proti Antoniju je prikazana v prvi polovici druge sezone serije Rome na HBO–BBC.